# KF Apolonia Fier
Pour les articles homonymes, voir Apolonia (homonymie).
 (octobre 2024).
Si vous disposez d'ouvrages ou d'articles de référence ou si vous connaissez des sites web de qualité traitant du thème abordé ici, merci de compléter l'article en donnant les références utiles à sa vérifiabilité et en les liant à la section « Notes et références ».
Maillots
Le KF Apolonia Fier, en albanais : Klubi i Futbollit Apolonia Fier, est un club de football albanais basé à Fier.

## Historique
En 1925, le club est fondé sous le nom SK Fier.
En 1950, le club est renommé Puna Fier.
En 1956, le club est renommé KS Apolonia Fier.
En 1989, le club fait sa première participation à une Coupe d'Europe (C3, saison 1989/1990).
En 1992, le club est renommé KF Apolonia Fier.

## Bilan sportif

### Palmarès
- Coupe d'Albanie :
  - Vainqueur : 1998

- Championnat d'Albanie de deuxième division :
  - Champion : 1967, 1972, 1979, 1985 et 2020

### Bilan européen
Note : dans les résultats ci-dessous, le score du club est toujours donné en premier.
| Saison    | Compétition      | Tour              | Club       | Domicile | Extérieur | Total |
| --------- | ---------------- | ----------------- | ---------- | -------- | --------- | ----- |
| 1989-1990 | Coupe UEFA       | Premier tour      | AJ Auxerre | 0 - 3    | 0 - 5     | 0 - 8 |
| 1998-1999 | Coupe des coupes | Tour préliminaire | KRC Genk   | 1 - 5    | 0 - 4     | 1 - 9 |

Légende
- Victoire ou qualification pour le tour suivant
- Match nul
- Défaite ou élimination de la compétition

## Identité visuelle

### Logo

Logo de [Quand ?] à [Quand ?].
Logo de [Quand ?] à [Quand ?].
Logo de [Quand ?] à [Quand ?].
Logo depuis [Quand ?].

## Anciens joueurs
- Ansi Agolli
- Sead Hadzibulic
- Alban Hoxha
- Edi Martini
- Odise Roshi
- Alain Baré